# Nor Kharberd
Nor Kharberd (in armeno Նոր Խարբերդ?) è un comune dell'Armenia di 6 059 abitanti (2008) della provincia di Ararat.